# 2022–2023-as alpesisí-világkupa
Az alpesisí-világkupa 2022–2023-as szezonja az 57. világkupa szezon az alpesisí történetében. 2022. október 22-én veszi kezdetét az ausztriai Söldenben, és 2023. március 19-én ér véget az andorrai Soldeu-ban.

## Férfiak versenye
| Összes                          | Szezon | Dátum              | Helyszín               | Lejtő                        | Típus | Győztes                                     | Második                                     | Harmadik                                    | Összetettben vezető                         |
| ------------------------------- | ------ | ------------------ | ---------------------- | ---------------------------- | ----- | ------------------------------------------- | ------------------------------------------- | ------------------------------------------- | ------------------------------------------- |
| 1855                            | 1      | 2022. október 23.  | Sölden                 | Rattenbach (68,2%)           | GS    | Marco Odermatt                              | Žan Kranjec                                 | Henrik Kristoffersen                        | Marco Odermatt                              |
| –                               | –      | 2022. október 29.  | Zermatt/Cervinia       | Gran Becca                   | DH    | A versenyt a meleg időjárás miatt törölték  | A versenyt a meleg időjárás miatt törölték  | A versenyt a meleg időjárás miatt törölték  | A versenyt a meleg időjárás miatt törölték  |
| –                               | –      | 2022. október 30.  | Zermatt/Cervinia       | Gran Becca                   | DH    | A versenyt a meleg időjárás miatt törölték  | A versenyt a meleg időjárás miatt törölték  | A versenyt a meleg időjárás miatt törölték  | A versenyt a meleg időjárás miatt törölték  |
| –                               | –      | 2022. november 13. | Lech/Zürs              | Flexenarena (50%)            | PG    | A versenyt a meleg időjárás miatt törölték. | A versenyt a meleg időjárás miatt törölték. | A versenyt a meleg időjárás miatt törölték. | A versenyt a meleg időjárás miatt törölték. |
| –                               | –      | 2022. november 25. | Lake Louise            | Men’s Olympic Downhill (53%) | DH    | A sok hó miatt a versenyt törölték.         | A sok hó miatt a versenyt törölték.         | A sok hó miatt a versenyt törölték.         | A sok hó miatt a versenyt törölték.         |
| –                               | –      | 2022. november 26. | Lake Louise            | Men’s Olympic Downhill (53%) | SG    | A versenyt programváltozás miatt törölték.  | A versenyt programváltozás miatt törölték.  | A versenyt programváltozás miatt törölték.  | A versenyt programváltozás miatt törölték.  |
| 1856                            | 2      | 2022. november 25. | Lake Louise            | Men’s Olympic Downhill (53%) | DH    | Aleksander Aamodt Kilde                     | Daniel Hemetsberger                         | Marco Odermatt                              | Marco Odermatt                              |
| 1857                            | 3      | 2022. november 27. | Lake Louise            | Men’s Olympic Downhill (53%) | SG    | Marco Odermatt                              | Aleksander Aaamodt Kilde                    | Matthias Mayer                              | Marco Odermatt                              |
| –                               | –      | 2022. december 2.  | Beaver Creek           | Birds of Prey (68%)          | SG    | A rossz időjárás miatt a versenyt törölték. | A rossz időjárás miatt a versenyt törölték. | A rossz időjárás miatt a versenyt törölték. | A rossz időjárás miatt a versenyt törölték. |
| 1858                            | 4      | 2022. december 3.  | Beaver Creek           | Birds of Prey (68%)          | DH    | Aleksander Aamodt Kilde                     | Marco Odermatt                              | James Crawford                              | Marco Odermatt                              |
| 1859                            | 5      | 2022. december 4.  | Beaver Creek           | Birds of Prey (68%)          | DH    | Aleksander Aamodt Kilde                     | Marco Odermatt                              | Alexis Pinturault                           | Marco Odermatt                              |
| 1860                            | 6      | 2022. december 10. | Val-d’Isère            | La face de Bellevarde (71%)  | GS    | Marco Odermatt                              | Manuel Feller                               | Žan Kranjec                                 | Marco Odermatt                              |
| 1861                            | 7      | 2022. december 11. | Val-d’Isère            | La face de Bellevarde (71%)  | SL    | Lucas Braathen                              | Manuel Feller                               | Loïc Meillard                               | Marco Odermatt                              |
| 1862                            | 8      | 2022. december 15. | Val Gardena            | Saslong (56,9%)              | DH    | Vincent Kriechmayr                          | Marco Odermatt                              | Matthias Mayer                              | Marco Odermatt                              |
| –                               | –      | 2022. december 16. | Val Gardena            | Saslong (56,9%)              | SG    | A rossz időjárás miatt a versenyt törölték. | A rossz időjárás miatt a versenyt törölték. | A rossz időjárás miatt a versenyt törölték. | A rossz időjárás miatt a versenyt törölték. |
| 1863                            | 9      | 2022. december 17. | Val Gardena            | Saslong (56,9%)              | DH    | Aleksander Aamodt Kilde                     | Johan Clarey                                | Mattia Casse                                | Marco Odermatt                              |
| 1864                            | 10     | 2022. december 18. | Alta Badia             | Gran Risa (69%)              | GS    | Lucas Braathen                              | Henrik Kristoffersen                        | Marco Odermatt                              | Marco Odermatt                              |
| 1865                            | 11     | 2022. december 19. | Alta Badia             | Gran Risa (69%)              | GS    | Marco Odermatt                              | Henrik Kristoffersen                        | Žan Kranjec                                 | Marco Odermatt                              |
| 1866                            | 12     | 2022. december 22. | Madonna di Campiglio   | Canalone Miramonti (60%)     | SL    | Daniel Yule                                 | Henrik Kristoffersen                        | Linus Straßer                               | Marco Odermatt                              |
| 1867                            | 13     | 2022. december 28. | Bormio                 | Stelvio (63%)                | DH    | Vincent Kriechmayr                          | James Crawford                              | Aleksander Aamodt Kilde                     | Marco Odermatt                              |
| 1868                            | 14     | 2022. december 29. | Bormio                 | Stelvio (63%)                | SG    | Marco Odermatt                              | Vincent Kriechmayr                          | Loïc Meillard                               | Marco Odermatt                              |
| 1869                            | 15     | 2023. január 4.    | Garmisch-Partenkirchen | Gudiberg (58%)               | SL    | Henrik Kristoffersen                        | Manuel Feller                               | Clément Noël                                | Marco Odermatt                              |
| 1870                            | 16     | 2023. január 7.    | Adelboden              | Chuenisbärgli (60%)          | GS    | Marco Odermatt                              | Henrik Kristoffersen                        | Loïc Meillard                               | Marco Odermatt                              |
| 1871                            | 17     | 2023. január 8.    | Adelboden              | Chuenisbärgli (60%)          | SL    | Lucas Braathen                              | Atle Lie McGrath                            | Linus Straßer                               | Marco Odermatt                              |
| 1872                            | 18     | 2023. január 13.   | Wengen                 | Lauberhorn (90%)             | SG    | Aleksander Aamodt Kilde                     | Stefan Rogentin                             | Marco Odermatt                              | Marco Odermatt                              |
| 1873                            | 19     | 2023. január 14.   | Wengen                 | Lauberhorn (90%)             | DH    | Aleksander Aamodt Kilde                     | Marco Odermatt                              | Mattia Casse                                | Marco Odermatt                              |
| 1874                            | 20     | 2023. január 15.   | Wengen                 | Männlichen (72%)             | SL    | Henrik Kristoffersen                        | Loïc Meillard                               | Lucas Braathen                              | Marco Odermatt                              |
| 1875                            | 21     | 2023. január 20.   | Kitzbühel              | Streif (85%)                 | DH    | Vincent Kriechmayr                          | Florian Schieder                            | Niels Hintermann                            | Marco Odermatt                              |
| 1876                            | 22     | 2023. január 21.   | Kitzbühel              | Streif (85%)                 | DH    | Alexander Aamodt Kilde                      | Johann Clarey                               | Travis Ganong                               | Marco Odermatt                              |
| 1877                            | 23     | 2023. január 22.   | Kitzbühel              | Ganslern (70%)               | SL    | Daniel Yule                                 | Dave Ryding                                 | Lucas Braathen                              | Marco Odermatt                              |
| 1878                            | 24     | 2023. január 24.   | Schladming             | Planai (54%)                 | SL    | Clément Noël                                | Ramon Zenhäusern                            | Lucas Braathen                              | Marco Odermatt                              |
| 1879                            | 25     | 2023. január 25.   | Schladming             | Planai (54%)                 | GS    | Loïc Meillard                               | Gino Caviezel                               | Marco Schwarz                               | Marco Odermatt                              |
| –                               | –      | 2023. január 28.   | Garmisch-Partenkirchen | Kandahar 1 (85%)             | SL    | A versenyt a kevés hó miatt törölték        | A versenyt a kevés hó miatt törölték        | A versenyt a kevés hó miatt törölték        | A versenyt a kevés hó miatt törölték        |
| –                               | –      | 2023. január 29.   | Garmisch-Partenkirchen | Gudiberg (58%)               | GS    | A versenyt a kevés hó miatt törölték        | A versenyt a kevés hó miatt törölték        | A versenyt a kevés hó miatt törölték        | A versenyt a kevés hó miatt törölték        |
| 1880                            | 26     | 2023. január 28.   | Cortina d’Ampezzo      | Olimpia delle Tofane (65%)   | SG    | Marco Odermatt                              | Aleksander Aamodt Kilde                     | Mattia Casse                                | Marco Odermatt                              |
| 1881                            | 27     | 2023. január 29.   | Cortina d’Ampezzo      | Olimpia delle Tofane (65%)   | SG    | Marco Odermatt                              | Dominik Paris                               | Daniel Hemetsberger                         | Marco Odermatt                              |
| 1882                            | 28     | 2023. február 4.   | Chamonix               | La Verte des Houches         | SL    | Ramon Zenhäusern                            | Aléxandrosz Joánisz Gínisz                  | Daniel Yule                                 | Marco Odermatt                              |
| 2023-as alpesisí-világbajnokság |        |                    |                        |                              |       |                                             |                                             |                                             |                                             |
| 1883                            | 29     | 2023. február 25.  | Palisades Tahoe        | Red Dog                      | GS    | Marco Schwarz                               | Marco Odermatt                              | Rasmus Windingstad                          | Marco Odermatt                              |
| 1884                            | 30     | 2023. február 26.  | Palisades Tahoe        | Red Dog                      | SL    | Alexander Steen Olsen                       | Timon Haugan                                | Clément Noël Albert Popov                   | Marco Odermatt                              |
| –                               | –      | 2023. március 3.   | Aspen                  | Ruthie's Run                 | DH    | A versenyt az erős szél miatt törölték.     | A versenyt az erős szél miatt törölték.     | A versenyt az erős szél miatt törölték.     | A versenyt az erős szél miatt törölték.     |
| 1885                            | 31     | 2023. március 4.   | Aspen                  | Ruthie's Run                 | DH    | Aleksander Aamodt Kilde                     | James Crawford                              | Marco Odermatt                              | Marco Odermatt                              |
| 1886                            | 32     | 2023. március 5.   | Aspen                  | Ruthie's Run                 | SG    | Marco Odermatt                              | Andreas Sander                              | Aleksander Aamodt Kilde                     | Marco Odermatt                              |
| 1887                            | 33     | 2023. március 11.  | Kranjska Gora          | Podkoren 3 (59%)             | GS    | Marco Odermatt                              | Alexis Pinturault                           | Henrik Kristoffersen                        | Marco Odermatt                              |
| 1888                            | 34     | 2023. március 12.  | Kranjska Gora          | Podkoren 3 (59%)             | GS    | Marco Odermatt                              | Henrik Kristoffersen                        | Alexis Pinturault                           | Marco Odermatt                              |
| 1889                            | 35     | 2023. március 15.  | Soldeu                 | Aliga                        | DH    | Vincent Kriechmayr                          | Romed Baumann                               | Andreas Sander                              | Marco Odermatt                              |
| 1890                            | 36     | 2023. március 16.  | Soldeu                 | Aliga                        | SG    | Marco Odermatt                              | Marco Schwarz                               | Aleksander Aamodt Kilde                     | Marco Odermatt                              |
| 1891                            | 37     | 2023. március 18.  | Soldeu                 | Avet                         | GS    | Marco Odermatt                              | Henrik Kristoffersen                        | Marco Schwarz                               | Marco Odermatt                              |
| 1892                            | 38     | 2023. március 19.  | Soldeu                 | Avet                         | SL    | Ramon Zenhäusern                            | Lucas Braathen                              | Henrik Kristoffersen                        | Marco Odermatt                              |

## Nők versenye
| Összes                          | Szezon | Dátum              | Helyszín               | Lejtő                         | Típus | Győztes                                       | Második                                       | Harmadik                                      | Összetettben vezető                           |
| ------------------------------- | ------ | ------------------ | ---------------------- | ----------------------------- | ----- | --------------------------------------------- | --------------------------------------------- | --------------------------------------------- | --------------------------------------------- |
| –                               | –      | 2022. október 22.  | Sölden                 | Rattenbach (68,2%)            | GS    | A versenyt az erős eső miatt törölték.        | A versenyt az erős eső miatt törölték.        | A versenyt az erős eső miatt törölték.        | A versenyt az erős eső miatt törölték.        |
| –                               | –      | 2022. november 5.  | Zermatt/Cervinia       | Gran Becca                    | DH    | A versenyt a meleg időjárás miatt törölték.   | A versenyt a meleg időjárás miatt törölték.   | A versenyt a meleg időjárás miatt törölték.   | A versenyt a meleg időjárás miatt törölték.   |
| –                               | –      | 2022. november 6.  | Zermatt/Cervinia       | Gran Becca                    | DH    | A versenyt a meleg időjárás miatt törölték.   | A versenyt a meleg időjárás miatt törölték.   | A versenyt a meleg időjárás miatt törölték.   | A versenyt a meleg időjárás miatt törölték.   |
| –                               | –      | 2022. november 12. | Lech/Zürs              | Flexenarena (50%)             | PG    | A versenyt a meleg időjárás miatt törölték.   | A versenyt a meleg időjárás miatt törölték.   | A versenyt a meleg időjárás miatt törölték.   | A versenyt a meleg időjárás miatt törölték.   |
| 1735                            | 1      | 2022. november 19. | Levi                   | Levi Black (52%)              | SL    | Mikaela Shiffrin                              | Anna Swenn-Larsson                            | Petra Vlhová                                  | Mikaela Shiffrin                              |
| 1736                            | 2      | 2022. november 20. | Levi                   | Levi Black (52%)              | SL    | Mikaela Shiffrin                              | Wendy Holdener                                | Petra Vlhová                                  | Mikaela Shiffrin                              |
| 1737                            | 3      | 2022. november 26. | Killington             | Superstar                     | GS    | Lara Gut-Behrami                              | Marta Bassino                                 | Sara Hector                                   | Mikaela Shiffrin                              |
| 1738                            | 4      | 2022. november 27. | Killington             | Superstar                     | SL    | Wendy Holdener Anna Swenn-Larsson             | –                                             | Katharina Truppe                              | Mikaela Shiffrin                              |
| 1739                            | 5      | 2022. december 2.  | Lake Louise            | Men’s Olympic Downhill (53%)  | DH    | Sofia Goggia                                  | Corinne Suter                                 | Cornelia Hütter                               | Mikaela Shiffrin                              |
| 1740                            | 6      | 2022. december 3.  | Lake Louise            | Men’s Olympic Downhill (53%)  | DH    | Sofia Goggia                                  | Nina Ortlieb                                  | Corinne Suter                                 | Mikaela Shiffrin                              |
| 1741                            | 7      | 2022. december 4.  | Lake Louise            | Men’s Olympic Downhill (53%)  | SG    | Corinne Suter                                 | Cornelia Hütter                               | Ragnhild Mowinckel                            | Mikaela Shiffrin                              |
| 1742                            | 8      | 2022. december 10. | Sestriere              | Pista Gianni A. Agnelli       | GS    | Marta Bassino                                 | Sara Hector                                   | Petra Vlhová                                  | Mikaela Shiffrin                              |
| 1743                            | 9      | 2022. november 11. | Sestriere              | Pista Gianni A. Agnelli       | SL    | Wendy Holdener                                | Mikaela Shiffrin                              | Petra Vlhová                                  | Mikaela Shiffrin                              |
| 1744                            | 10     | 2022. december 16. | St. Moritz             | Corviglia (61%)               | DH    | Elena Curtoni                                 | Sofia Goggia                                  | Corinne Suter                                 | Mikaela Shiffrin                              |
| 1745                            | 11     | 2022. december 17. | St. Moritz             | Corviglia (61%)               | DH    | Sofia Goggia                                  | Ilka Štuhec                                   | Kira Weidle                                   | Mikaela Shiffrin                              |
| 1746                            | 12     | 2022. december 18. | St. Moritz             | Corviglia (61%)               | SG    | Mikaela Shiffrin                              | Elena Curtoni                                 | Romane Miradoli                               | Mikaela Shiffrin                              |
| 1747                            | 13     | 2022. december 28. | Semmering              | Panorama                      | GS    | Mikaela Shiffrin                              | Petra Vlhová                                  | Marta Bassino                                 | Mikaela Shiffrin                              |
| 1748                            | 14     | 2022. december 28. | Semmering              | Panorama                      | GS    | Mikaela Shiffrin                              | Lara Gut-Behrami                              | Marta Bassino                                 | Mikaela Shiffrin                              |
| 1749                            | 15     | 2022. december 29. | Semmering              | Panorama                      | SL    | Mikaela Shiffrin                              | Paula Moltzan                                 | Lena Dürr                                     | Mikaela Shiffrin                              |
| 1750                            | 16     | 2023. január 4.    | Zágráb                 | Crveni spust                  | SL    | Mikaela Shiffrin                              | Petra Vlhová                                  | Anna Swenn-Larsson                            | Mikaela Shiffrin                              |
| –                               | –      | 2023. január 5.    | Zágráb                 | Crveni spust                  | SL    | A versenyt az erős eső miatt törölték.        | A versenyt az erős eső miatt törölték.        | A versenyt az erős eső miatt törölték.        | A versenyt az erős eső miatt törölték.        |
| 1751                            | 17     | 2023. január 7.    | Kranjska Gora          | Podkoren 3 (59%)              | GS    | Valérie Grenier                               | Marta Bassino                                 | Petra Vlhová                                  | Mikaela Shiffrin                              |
| 1752                            | 18     | 2023. január 8.    | Kranjska Gora          | Podkoren 3 (59%)              | GS    | Mikaela Shiffrin                              | Federica Bridnone                             | Lara Gut-Behrami                              | Mikaela Shiffrin                              |
| 1753                            | 19     | 2023. január 10.   | Flachau                | H.-Maier-Weltcupstrecke (53%) | SL    | Petra Vlhová                                  | Mikaela Shiffrin                              | Lena Dürr                                     | Mikaela Shiffrin                              |
| –                               | –      | 2023. január 14.   | Sankt Anton am Arlberg | Karl-Schranz-Piste            | DH    | A versenyt az edzések törlése miatt törölték. | A versenyt az edzések törlése miatt törölték. | A versenyt az edzések törlése miatt törölték. | A versenyt az edzések törlése miatt törölték. |
| 1754                            | 20     | 2023. január 14.   | Sankt Anton am Arlberg | Karl-Schranz-Piste            | SG    | Federica Brignone                             | Joana Hählen                                  | Lara Gut-Behrami                              | Mikaela Shiffrin                              |
| 1755                            | 21     | 2023. január 15.   | Sankt Anton am Arlberg | Karl-Schranz-Piste            | SG    | Lara Gut-Behrami                              | Federica Brignone                             | Marta Bassino                                 | Mikaela Shiffrin                              |
| 1756                            | 22     | 2023. január 20.   | Cortina d’Ampezzo      | Olimpia delle Tofane (65%)    | SG    | Sofia Goggia                                  | Ilka Štuhec                                   | Kira Weidle                                   | Mikaela Shiffrin                              |
| 1757                            | 23     | 2023. január 21.   | Cortina d’Ampezzo      | Olimpia delle Tofane (65%)    | DH    | Ilka Štuhec                                   | Kajsa Vickhoff Lie                            | Elena Curtoni                                 | Mikaela Shiffrin                              |
| 1758                            | 24     | 2023. január 22.   | Cortina d’Ampezzo      | Olimpia delle Tofane (65%)    | SG    | Ragnhild Mowinckel                            | Cornelia Hütter                               | Marta Bassino                                 | Mikaela Shiffrin                              |
| 1759                            | 25     | 2023. január 24.   | Kronplatz              | ERTA (61%)                    | GS    | Mikaela Shiffrin                              | Lara Gut-Behrami                              | Federica Brignone                             | Mikaela Shiffrin                              |
| 1760                            | 26     | 2023. január 25.   | Kronplatz              | ERTA (61%)                    | GS    | Mikaela Shiffrin                              | Ragnhild Mowinckel                            | Sara Hector                                   | Mikaela Shiffrin                              |
| 1761                            | 27     | 2023. január 28.   | Špindlerův Mlýn        | Cerná Svatá Petr              | SL    | Mikaela Shiffrin                              | Lena Dürr                                     | Wendy Holdener                                | Mikaela Shiffrin                              |
| 1762                            | 28     | 2023. január 29.   | Špindlerův Mlýn        | Cerná Svatá Petr              | SL    | Lena Dürr                                     | Mikaela Shiffrin                              | Zrinka Ljutić                                 | Mikaela Shiffrin                              |
| 2023-as alpesisí-világbajnokság |        |                    |                        |                               |       |                                               |                                               |                                               |                                               |
| –                               | –      | 2023. február 25.  | Crans-Montana          | Mont Lachaux                  | DH    | A versenyt a rossz időjárás miatt törölték.   | A versenyt a rossz időjárás miatt törölték.   | A versenyt a rossz időjárás miatt törölték.   | A versenyt a rossz időjárás miatt törölték.   |
| 1763                            | 29     | 2023. február 26.  | Crans-Montana          | Mont Lachaux                  | SG    | Sofia Goggia                                  | Federica Brignone                             | Laura Gauché                                  | Mikaela Shiffrin                              |
| 1764                            | 30     | 2023. március 3.   | Kvitfjell              | Olympiabakken                 | SG    | Cornelia Hütter                               | Elena Curtoni                                 | Lara Gut-Behrami                              | Mikaela Shiffrin                              |
| 1765                            | 31     | 2023. március 4.   | Kvitfjell              | Olympiabakken                 | DH    | Kajsa Vickhoff Lie                            | Sofia Goggia                                  | Corinne Suter                                 | Mikaela Shiffrin                              |
| 1766                            | 32     | 2023. március 5.   | Kvitfjell              | Olympiabakken                 | SG    | Nina Ortlieb                                  | Stephanie Venier                              | Franziska Gritsch                             | Mikaela Shiffrin                              |
| 1767                            | 33     | 2023. március 10.  | Åre                    | Olympia                       | GS    | Mikaela Shiffrin                              | Federica Brignone                             | Sara Hector                                   | Mikaela Shiffrin                              |
| 1768                            | 34     | 2023. március 11.  | Åre                    | Olympia                       | SL    | Mikaela Shiffrin                              | Wendy Holdener                                | Anna Swenn-Larsson                            | Mikaela Shiffrin                              |
| 1769                            | 35     | 2023. március 15.  | Soldeu                 | Aliga                         | DH    | Ilka Štuhec                                   | Sofia Goggia                                  | Lara Gut-Behrami                              | Mikaela Shiffrin                              |
| 1770                            | 36     | 2023. március 16.  | Soldeu                 | Aliga                         | SG    | Lara Gut-Behrami                              | Federica Brignone                             | Ragnhild Mowinckel                            | Mikaela Shiffrin                              |
| 1771                            | 37     | 2023. március 18.  | Soldeu                 | Avet                          | SL    | Petra Vlhová                                  | Leona Popović                                 | Mikaela Shiffrin                              | Mikaela Shiffrin                              |
| 1772                            | 38     | 2023. március 19.  | Soldeu                 | Avet                          | GS    | Mikaela Shiffrin                              | Thea Louise Stjernesund                       | Valérie Grenier                               | Mikaela Shiffrin                              |

## Alpesi csapatverseny
| Összes                          | Szezon | Dátum             | Helyszín | Lejtő | Típus | Győztes                                                                                        | Második | Harmadik | Összetettben vezető |
| ------------------------------- | ------ | ----------------- | -------- | ----- | ----- | ---------------------------------------------------------------------------------------------- | --- | --- | ------------------- |
| 2023-as alpesisí-világbajnokság |        |                   |          |       |       |                                                                                                | | |                     |
| 17                              | 1      | 2023. március 18. | Soldeu   | Aliga | PG    | Norvégia · Timon Haugan · Thea Louise Stjernesund · Maria Therese Tviberg · Rasmus Windingstad | Svájc · Semyel Bissig · Andrea Ellenberger · Camille Rast · Livio Simonet · Stefanie Grob* · Thomas Tumler* | Ausztria · Franziska Gritsch · Fabio Gstrein · Adrian Pertl · Julia Scheib · Patrick Feurstein* · Katharina Truppe* | Svájc               |

## Végeredmény

### Férfiak
| Összetett | Összetett               | Összetett |
| #         | Versenyző               | Pont      |
| --------- | ----------------------- | --------- |
| 1.        | Marco Odermatt          | 2048 pont |
| 2.        | Aleksander Aamodt Kilde | 1340 pont |
| 3.        | Henrik Kristoffersen    | 1154 pont |
| 4.        | Lucas Braathen          | 954 pont  |
| 5.        | Vincent Kriechmayr      | 953 pont  |

| Nemzetek kupája | Nemzetek kupája | Nemzetek kupája |
| #               | Versenyző       | Pont            |
| --------------- | --------------- | --------------- |
| 1.              | Svájc           | 6298 pont       |
| 2.              | Norvégia        | 5272 pont       |
| 3.              | Ausztria        | 4756 pont       |
| 4.              | Olaszország     | 2535 pont       |
| 5.              | Franciaország   | 2415 pont       |

#### Szakági világkupák
| Lesiklás (DH) | Lesiklás (DH)           | Lesiklás (DH) |
| #             | Versenyző               | Pont          |
| ------------- | ----------------------- | ------------- |
| 1.            | Aleksander Aamodt Kilde | 760 pont      |
| 2.            | Vincent Kriechmayr      | 614 pont      |
| 3.            | Marco Odermatt          | 462 pont      |
| 4.            | Johan Clarey            | 343 pont      |
| 5.            | James Crawford          | 326 pont      |

| Szuperóriás-műlesiklás (SG) | Szuperóriás-műlesiklás (SG) | Szuperóriás-műlesiklás (SG) |
| #                           | Versenyző                   | Pont                        |
| --------------------------- | --------------------------- | --------------------------- |
| 1.                          | Marco Odermatt              | 740 pont                    |
| 2.                          | Aleksander Aamodt Kilde     | 512 pont                    |
| 3.                          | Vincent Kriechmayr          | 335 pont                    |
| 4.                          | Andreas Sander              | 365 pont                    |
| 5.                          | Alexis Pinturault           | 253 pont                    |

| Óriás-műlesiklás (GS) | Óriás-műlesiklás (GS) | Óriás-műlesiklás (GS) |
| #                     | Versenyző             | Pont                  |
| --------------------- | --------------------- | --------------------- |
| 1.                    | Marco Odermatt        | 840 pont              |
| 2.                    | Henrik Kristoffersen  | 660 pont              |
| 3.                    | Žan Kranjec           | 464 pont              |
| 4.                    | Marco Schwarz         | 449 pont              |
| 5.                    | Alexis Pinturault     | 409 pont              |

| Műlesiklás (SL) | Műlesiklás (SL)      | Műlesiklás (SL) |
| #               | Versenyző            | Pont            |
| --------------- | -------------------- | --------------- |
| 1.              | Lucas Braathen       | 546 pont        |
| 2.              | Henrik Kristoffersen | 494 pont        |
| 3.              | Ramon Zenhäusern     | 467 pont        |
| 4.              | Daniel Yule          | 401 pont        |
| 5.              | Manuel Feller        | 345 pont        |

### Nők
| Összetett | Összetett         | Összetett |
| #         | Versenyző         | Pont      |
| --------- | ----------------- | --------- |
| 1.        | Mikaela Shiffrin  | 2206 pont |
| 2.        | Lara Gut-Behrami  | 1217 pont |
| 3.        | Petra Vlhová      | 1125 pont |
| 4.        | Federica Brignone | 1069 pont |
| 5.        | Sofia Goggia      | 916 pont  |

| Nemzetek kupája | Nemzetek kupája  | Nemzetek kupája |
| #               | Versenyző        | Pont            |
| --------------- | ---------------- | --------------- |
| 1.              | Svájc            | 5020 pont       |
| 2.              | Olaszország      | 4188 pont       |
| 3.              | Ausztria         | 3973 pont       |
| 4.              | Egyesült Államok | 3264 pont       |
| 5.              | Norvégia         | 2339 pont       |

#### Szakági világkupák
| Lesiklás (DH) | Lesiklás (DH)  | Lesiklás (DH) |
| #             | Versenyző      | Pont          |
| ------------- | -------------- | ------------- |
| 1.            | Sofia Goggia   | 740 pont      |
| 2.            | Ilka Štuhec    | 551 pont      |
| 3.            | Corinne Suter  | 309 pont      |
| 4.            | Elena Curtoni  | 308 pont      |
| 5.            | Mirjam Puchner | 273 pont      |

| Szuperóriás-műlesiklás (SG) | Szuperóriás-műlesiklás (SG) | Szuperóriás-műlesiklás (SG) |
| #                           | Versenyző                   | Pont                        |
| --------------------------- | --------------------------- | --------------------------- |
| 1.                          | Lara Gut-Behrami            | 414 pont                    |
| 2.                          | Federica Brignone           | 368 pont                    |
| 3.                          | Ragnhild Mowinckel          | 366 pont                    |
| 4.                          | Elena Curtoni               | 358 pont                    |
| 5.                          | Cornelia Hütter             | 347 pont                    |

| Óriás-műlesiklás (GS) | Óriás-műlesiklás (GS) | Óriás-műlesiklás (GS) |
| #                     | Versenyző             | Pont                  |
| --------------------- | --------------------- | --------------------- |
| 1.                    | Mikaela Shiffrin      | 800 pont              |
| 2.                    | Lara Gut-Behrami      | 532 pont              |
| 3.                    | Marta Bassino         | 515 pont              |
| 4.                    | Petra Vlhová          | 486 pont              |
| 5.                    | Federica Brignone     | 476 pont              |

| Műlesiklás (SL) | Műlesiklás (SL)    | Műlesiklás (SL) |
| #               | Versenyző          | Pont            |
| --------------- | ------------------ | --------------- |
| 1.              | Mikaela Shiffrin   | 945 pont        |
| 2.              | Wendy Holdener     | 655 pont        |
| 3.              | Petra Vlhová       | 630 pont        |
| 4.              | Lena Dürr          | 493 pont        |
| 5.              | Anna Swenn-Larsson | 470 pont        |